# (18381) Massenet
(18381) Massenet est un astéroïde de la ceinture principale.

## Description
(18381) Massenet est un astéroïde de la ceinture principale. Il fut découvert le 30 décembre 1991 à l'observatoire de Haute-Provence par Eric Walter Elst. Il présente une orbite caractérisée par un demi-grand axe de 2,80 UA, une excentricité de 0,14 et une inclinaison de 6,6° par rapport à l'écliptique.
L'astéroïde est nommé en l'honneur du compositeur français Jules Massenet (1842-1912).

## Compléments